# Forces armées estoniennes
Pour les articles homonymes, voir FDE.
Les Forces armées estoniennes (en estonien: Eesti Kaitsevägi) sont les forces armées unifiées de la république d'Estonie. L'armée estonienne est une force de défense composée des forces terrestres, de la marine, de l'armée de l'air et d'une organisation paramilitaire. La politique de défense nationale vise à garantir la préservation de l'indépendance et la souveraineté de l'État, l'intégrité de son territoire, de ses eaux territoriales et de son espace aérien ainsi que son ordre constitutionnel.
Ses principaux objectifs restent le développement et le maintien d'une capacité crédible pour défendre les intérêts vitaux de la nation et le développement des forces de défense d'une manière qui garantit leur interopérabilité avec les forces armées des États membres de l'OTAN et de l'Union européenne pour participer à l'ensemble des missions de ces alliances militaires.

## Historique

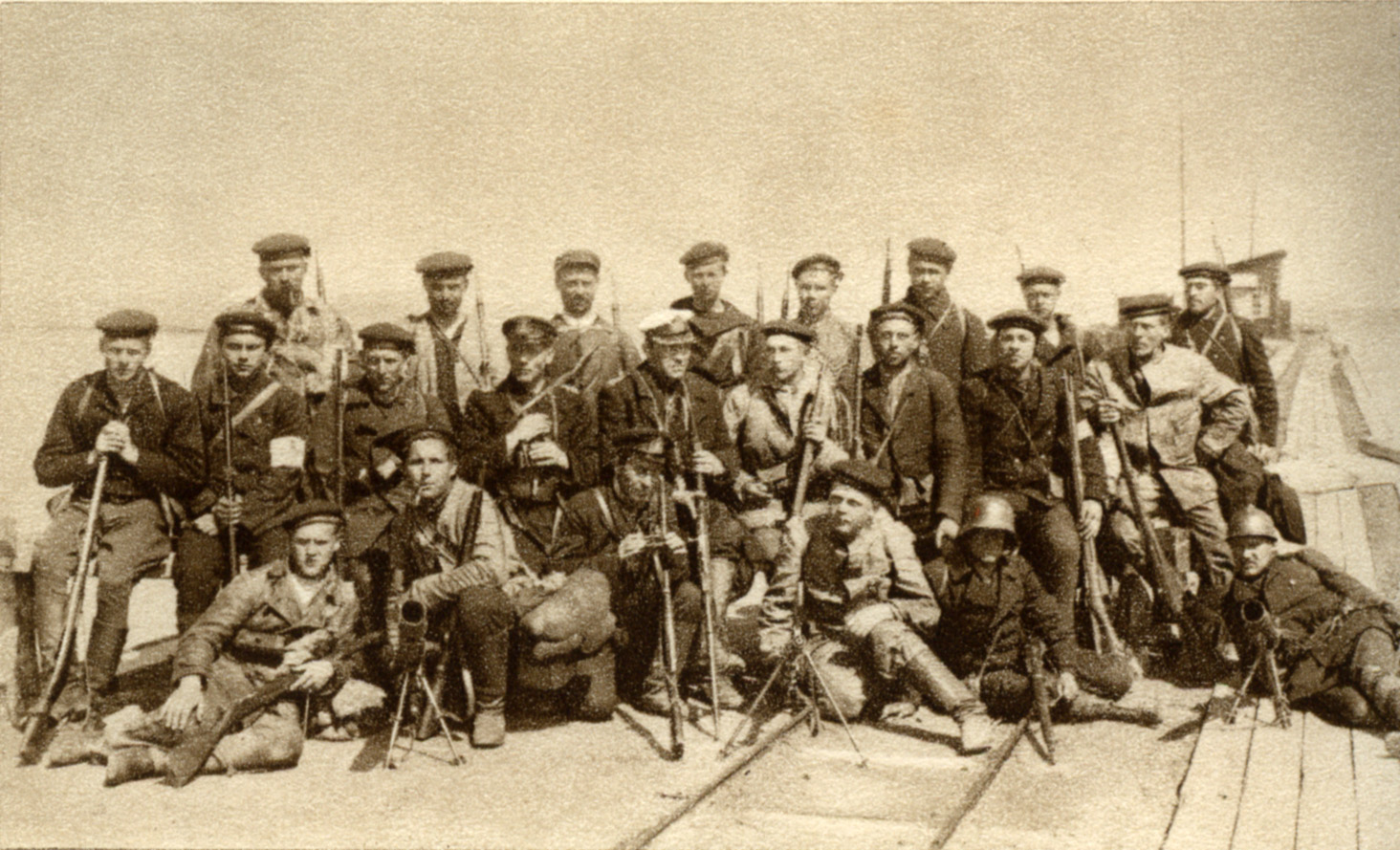
Fusiliers marins estoniens en 1919.

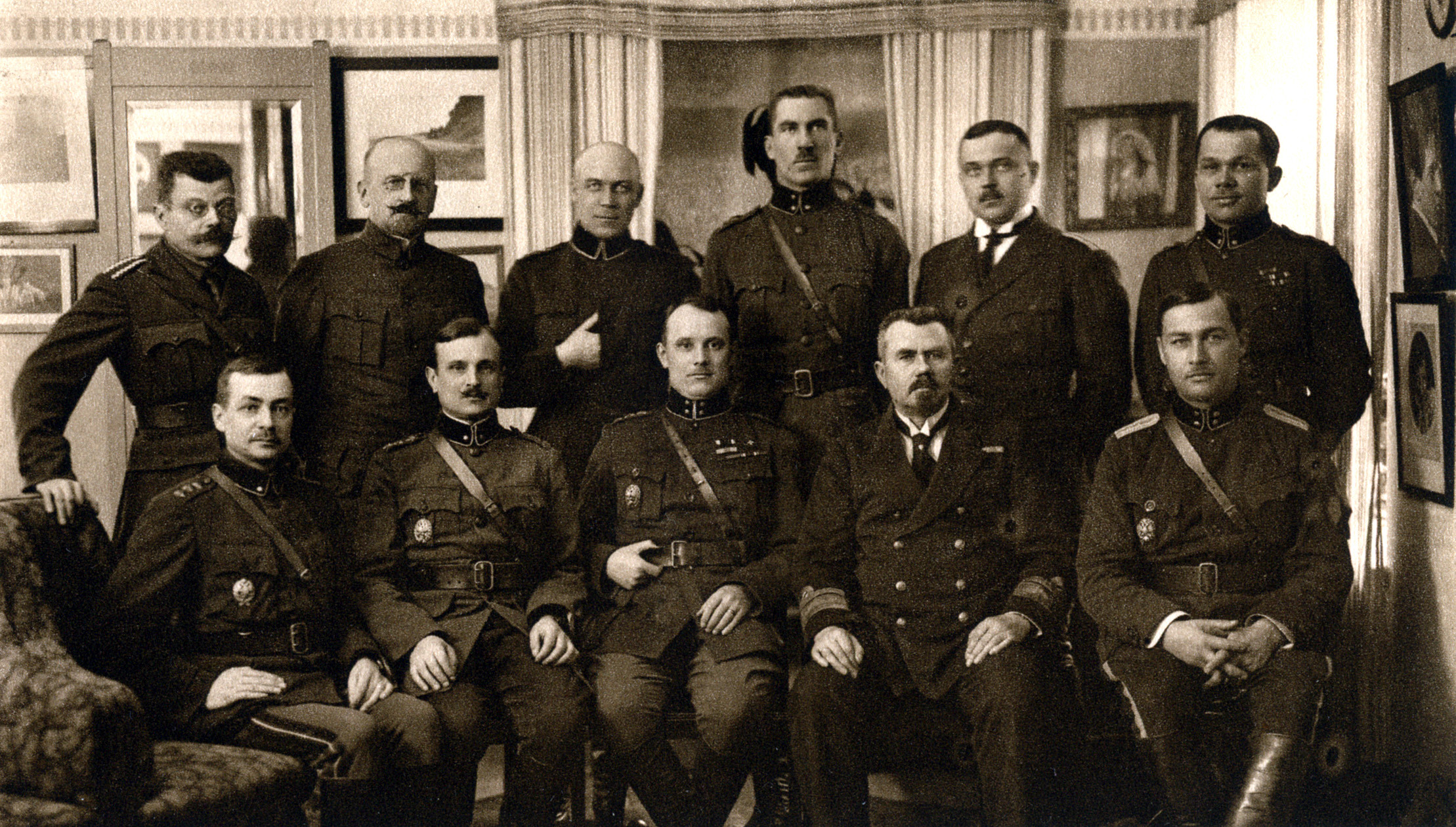
Haut commandement de l'armée estonienne en 1920 : Aleksander Tõnisson, Andres Larka, Johan Laidoner, Karl Parts et Jaan Soots.

Après la révolution allemande, du 11 au 14 novembre 1918, mettant fin à l'occupation allemande en Estonie, les représentants de l'Allemagne remettent officiellement le pouvoir politique au gouvernement estonien. Quelques jours plus tard, l'Estonie est envahie par les forces militaires de la Russie bolcheviste, marquant le début de la guerre d'indépendance estonienne. La petite armée estonienne, également connue sous le nom de Force populaire (en estonien : Rahvavägi), mal armée, est initialement repoussée par l'Armée rouge dans les environs de la capitale de l'Estonie, Tallinn. À peine 34 kilomètres séparent Tallinn de la ligne de front. En partie grâce à l'arrivée à temps d'une cargaison d'armes apportée par une escadre navale britannique, les bolcheviks sont stoppés.
En janvier 1919, les forces armées estoniennes lancent une contre-offensive, l'offensive de mai, sous la direction du commandant en chef Johan Laidoner. Les forces terrestres sont soutenues par la Royal Navy ainsi que par des volontaires finlandais, suédois et danois. À la fin de février 1919, l'Armée rouge est expulsée du territoire de l'Estonie. Le 2 février 1920, le traité de paix de Tartu est signé par la république d'Estonie et la république socialiste fédérative soviétique de Russie. Après avoir remporté la guerre de libération de l'Estonie contre la Russie soviétique et les volontaires allemands du Corps franc, l'Estonie maintient son indépendance pendant vingt-deux ans.
En août 1939, juste avant le début de la Seconde Guerre mondiale, Staline et Hitler décident secrètement du sort de la république d'Estonie, les deux dirigeants acceptent de diviser l'Europe de l'Est en « sphères d'intérêt spécial », comme le souligne le pacte Molotov-Ribbentrop dans son protocole additionnel secret, ; selon ce traité, l'Estonie devait être occupée par l'Union soviétique. Le gouvernement estonien est contraint de donner son assentiment à un accord qui permet à l'URSS d'établir des bases militaires et de stationner 25 000 soldats sur le sol estonien à des fins de « défense mutuelle ». Le 12 juin 1940, l'ordre de blocage militaire total de l'Estonie est donné à la flotte soviétique de la Baltique,. Compte tenu de la supériorité écrasante des forces soviétiques, afin d'éviter un bain de sang et une guerre futile sans espoir, le gouvernement estonien décide le 17 juin 1940 de ne pas résister. L'occupation militaire de l'Estonie se termine le 21 juin 1940,. Les forces armées d'Estonie sont désarmées en juillet 1940 par l'Armée rouge selon les ordres soviétiques. Seul le bataillon des transmissions stationné à Tallinn, rue Raua, en face de l'école no 21 de Tallinn, continue de résister. L'Armée rouge achemine des renforts supplémentaires appuyés par des véhicules de combat blindés, la bataille dure plusieurs heures jusqu'au coucher du soleil. La résistance militaire se termine par des négociations ; le bataillon des transmissions se rend et est désarmé. Au cours de la Seconde Guerre mondiale, de nombreux Estoniens rejoignent les unités auxiliaires de la Wehrmacht allemande, et rejoignent finalement les volontaires et les conscrits de la 20e division de grenadiers de la Waffen SS qui combat l'Armée rouge.
L'Eesti Kaitsevägi est restauré le 3 septembre 1991 par le Conseil suprême de la république d'Estonie. Depuis 1991, les forces armées estoniennes créent et restaurent plus de 30 unités anciennes et nouvelles ainsi que plusieurs branches de l'armée.
Le pays possède également un corps de volontaires, la Ligue de défense estonienne avec, en 2015, 15 500 réservistes. L'ensemble des organisations paramilitaires comprenant un total de 24 500 volontaires.
Ayant adopté une attitude relativement prudente face à la Russie, l'Estonie compte sur son alliance militaire avec l'OTAN à laquelle elle adhère en 2004, qui prévoit, entre autres choses, de protéger l'espace aérien du pays et de développer son économie avec l'Union européenne.
L'Estonie participe à la mesure de ses ressources limitées aux missions à l'étranger sous le commandement des Nations unies ou de l'OTAN. Elle a fourni un contingent dans la coalition militaire en Irak, elle participe à la KFOR au Kosovo et est partie prenante à la Force intérimaire des Nations unies au Liban renforcée en 2006.
La crise financière de 2007-2010, avec l'effondrement du PNB estonien de 25 %, restreint encore plus les budgets militaires du pays.
Depuis 2011, le commandant des forces de défense estoniennes est nommé par le gouvernement estonien et est responsable devant le ministère de la Défense, plutôt que devant le Riigikogu, comme c'était le cas auparavant.

## Structure

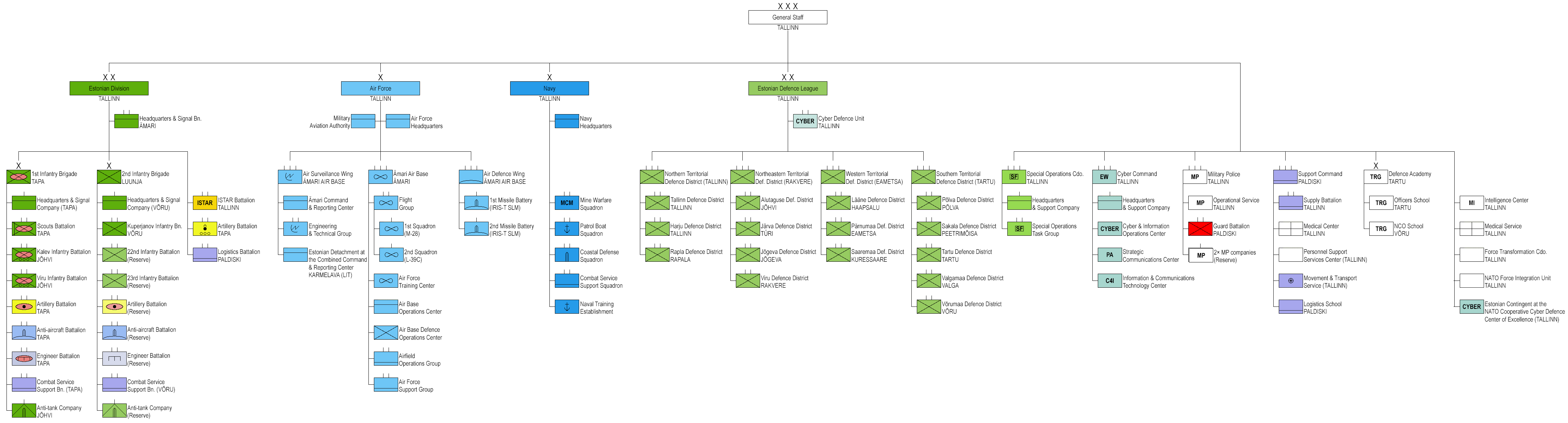
Structure des forces armées estoniennes en 2024

En 2021, l'armée estonienne d'active était composée de 3 459 volontaires et de 3336 conscrits.

### Forces terrestres

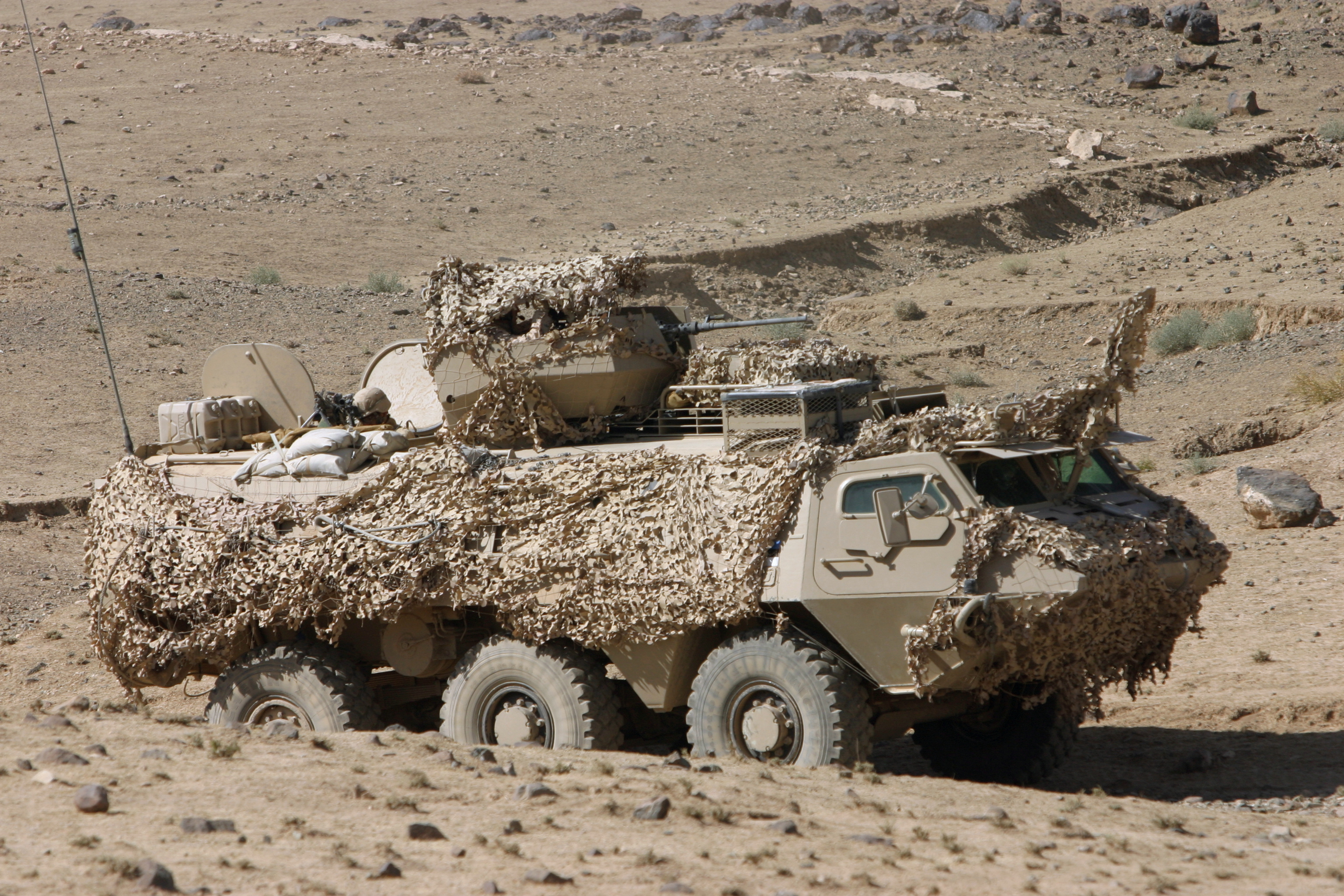
Un XA-180 estonien en Afghanistan.

Les forces terrestres estoniennes sont le branche principale des forces armées estoniennes. Sa taille moyenne en temps de paix est d'environ 6 700 hommes dont environ 3 200 sont des conscrits.
La branche terrestre se compose de 2 brigades d'infanterie qui servent de cadres d'entraînement et de soutien aux unités déployables.
Les priorités de développement de la Force terrestre sont la capacité de participer à des missions en dehors du territoire national et la capacité d'effectuer des opérations pour protéger le territoire de l'Estonie, également en coopération avec les Alliés.

### Forces aériennes

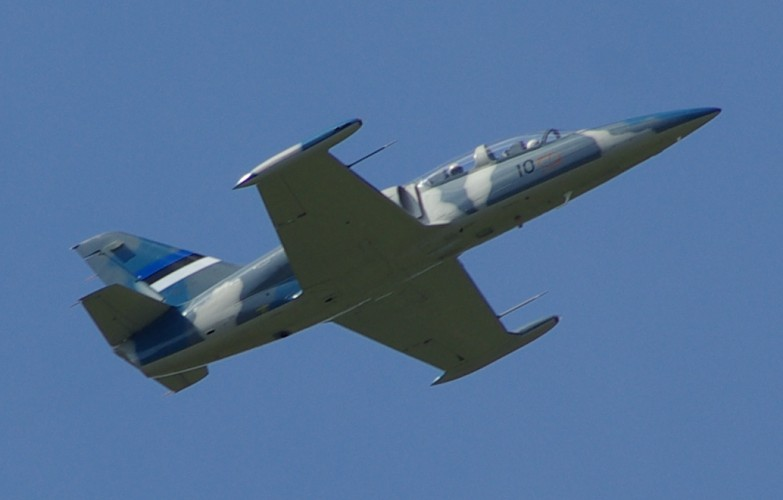
Un Aero L-39 Albatros estonien lors d'une parade le Jour de la Victoire, 7 mai 2007.

Les racines des forces aériennes estoniennes actuelles remontent à 1918, lorsque August Roos développe la première unité d'aviation estonienne. La guerre d'indépendance donné une grande impulsion au développement de l'armée de l'air estonienne, qui compte au milieu des années 1930 plus de 130 appareils modernes.
La force met du temps à se réformer en raison de l'infrastructure gravement endommagée laissée par l'armée de l'air soviétique. L'armée de l'air estonienne est rétablie le 13 avril 1994. De 1993 à 1995, l'Estonie reçoit deux avions de transport Let L-410UVP, trois hélicoptères Mil Mi-2 et quatre hélicoptères Mil Mi-8. La majorité des unités de l'armée de l'air estonienne sont stationnées sur la base aérienne d'Ämari dont la rénovation est achevée en 2012.
L'aérodrome et la garnison d'Ämari fournissent également un soutien aux détachements de forces aériennes de l'OTAN déployés sur la base, notamment dans le cadre de la mission Baltic Air Policing.
En 2014, l'Estonie manifeste son intérêt pour l'achat de chasseurs Saab JAS 39 Gripen à la Suède.

### Marine (Merevägi)

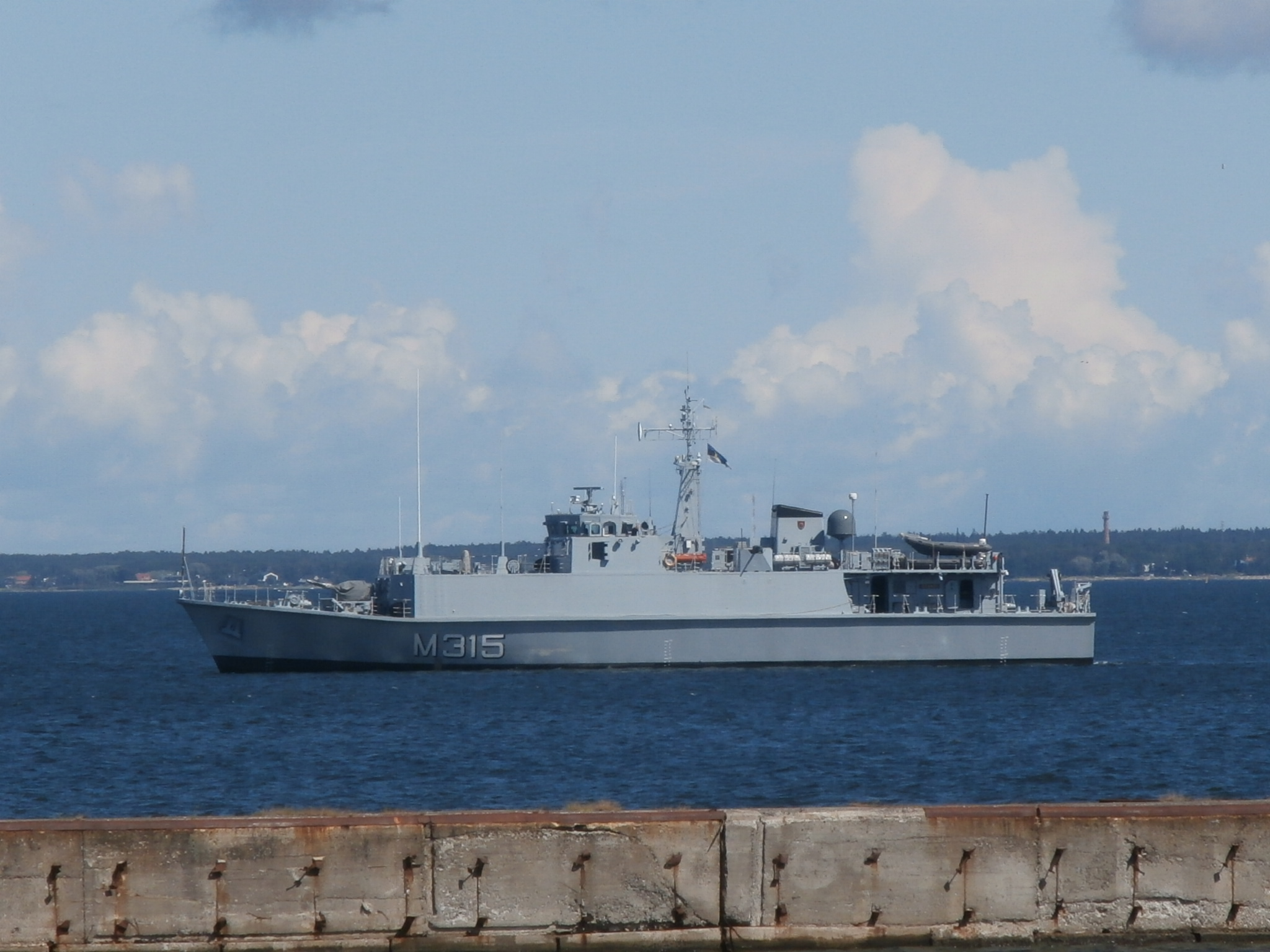
L'EML Ugandi en mer en 2017.

La marine estonienne (Merevägi) est responsable de toutes les opérations navales et de la protection des eaux territoriales estoniennes. Les principales fonctions de la force navale sont la préparation et l'organisation de la défense des eaux territoriales et des côtes, garantir la sécurité maritime, les communications et le trafic dans les eaux territoriales sur la mer Baltique et en coopération avec l'OTAN et les marines régionales des pays amis voisins. Dans le cas d'une situation de crise, la Merevägi doit être prête à défendre les accès par la mer comme les ports, les lignes de communications maritimes et de coopérer avec les unités de la coalition. La marine estonienne est composée de bateaux de patrouille, de dragueurs de mines, d'une frégate et d'unités de Garde-côtes, nécessaires pour garantir la sécurité des lignes de communications maritimes et pour établir et nettoyer des champs de mines. La majorité des forces navales et l'école navale sont situées sur la base navale de Miinisadam. le quartier générale de la marine se situe à Tallinn.
Depuis 1995, plusieurs opérations de nettoyage de champs de mines ont été réalisées avec les autres marines de la mer Baltique. En 2007, la flotte de dragueurs de mines de la Merevägi a été modernisée et équipée avec des chasseurs de mines de la classe Sandown. La plupart des officiers de la marine estonienne ont été entrainés dans les écoles navales américaines.
En 2003, la marine estonienne a établi son propre Centre d'Instruction et d'Entrainement Naval pour entraîner ses officiers.
Chaque États de la Baltique partage ses ressources limitées en matière d'entrainement, par exemple, l'Estonie fournit la formation pour les communications à la Baltic Naval Communications School à Tallinn et la Lettonie héberge la Baltic Naval Diving Training Centre à Liepaja.
Les objectifs à moyen terme sont : 
- maintenir à disposition trois bâtiments pour participer à des opérations avec l'OTAN conjointement ou séparément de l'opération BALTRON ;
- continuer le développement de capacités de contre-mesures de mines ;
- développer le Naval and Maritime Integrated C31 System ;
- continuer le développement du Centre d'Instruction et d'Entrainement Naval.

#### Baltic Naval Squadron
Le BALTRON est une force navale mixte. Composée de navires, et de leurs équipages détachés en rotations de la marine de chacun des trois pays au sein de cette unité. Cette unité navale permanente créée en 1998 a un état-major mixte qui assure la présence en mer permanente ainsi que la formation des équipages.

### Forces spéciales
La Force d'opérations spéciales estonienne est le commandement des opérations spéciales des forces de défense estoniennes. Ses tâches comprennent la reconnaissance, la surveillance, le soutien militaire et l'action directe. Le principal objectif de la branche est le développement de capacités pour la guerre non conventionnelle.

### Commandement Cyber
Le Commandement Cyber des forces de défense estoniennes est chargé de mener des cyberopérations afin de soutenir la zone de responsabilité du ministère de la Défense. Ses tâches consistent à assurer le fonctionnement des services informatiques et à mener une cyberguerre défensive et offensive.

#### Cybersécurité
L'armée estonienne a introduit une nouvelle formation de cyber-guerre et défense au 21e siècle afin de protéger l'infrastructure vitale de l'Estonie. L'une des principales organisations de la cyberdéfense estonienne est le CERT (Computer Emergency Response Team of Estonia), créé en 2006, en tant qu'organisation responsable de la gestion des incidents de sécurité sur les réseaux informatiques estoniens. Sa mission est d'aider les internautes estoniens dans la mise en œuvre de mesures préventives afin de réduire les dommages potentiels dus aux incidents de sécurité et de les aider à répondre aux menaces de sécurité. L'unité s'occupe des incidents de sécurité qui se produisent dans les réseaux estoniens, qui y sont déclenchés ou qui sont notifiés par des citoyens ou des institutions en Estonie ou à l'étranger.
Le 25 juin 2007, le président estonien Toomas Hendrik Ilves rencontre le président des États-Unis, George W. Bush. Parmi les sujets abordés figurent les attaques contre l'infrastructure réseau estonienne.
Les attaques incitent un certain nombre d'organisations militaires du monde entier à reconsidérer l'importance de la sécurité des réseaux pour la doctrine militaire moderne. Le 14 juin 2007, les ministres de la défense des membres de l'OTAN tiennent une réunion à Bruxelles, publiant à l'issue un communiqué conjoint promettant une action immédiate. À la suite des cyberattaques contre l'Estonie de 2007, les plans visant à combiner la défense du réseau avec la doctrine militaire estonienne, ainsi que les projets connexes de l'OTAN de créer un centre de défense cybernétique en Estonie, sont surnommés la « défense du tigre », en référence à Tiigrihüpe.

### Défense territoriale
La Défense territoriale est une force de réserve basée sur la Ligue de défense estonienne, une organisation de défense nationale militaire, qui agit dans le domaine de responsabilité du ministère de la Défense. Elle se compose de quatre districts territoriaux. Elle est chargée de planifier et de mener des opérations militaires avec les unités qui sont sous son commandement.
La Ligue de défense possède ses armes et participe à des exercices militaires. L’objectif principal de la Ligue de défense est, sur la base du libre arbitre et de l’initiative des citoyens, de renforcer la capacité de la nation à défendre son indépendance et son ordre constitutionnel, y compris en cas de menace militaire. Elle joue un rôle important dans le soutien des structures civiles. Ses membres aident à éteindre les feux de forêt, se portent volontaires en tant que membres adjoints de la police et assurent la sécurité lors de divers événements. Des unités, composées de membres volontaires de la Ligue de défense, participent également à des opérations internationales de maintien de la paix comme dans les États des Balkans.

## Personnel

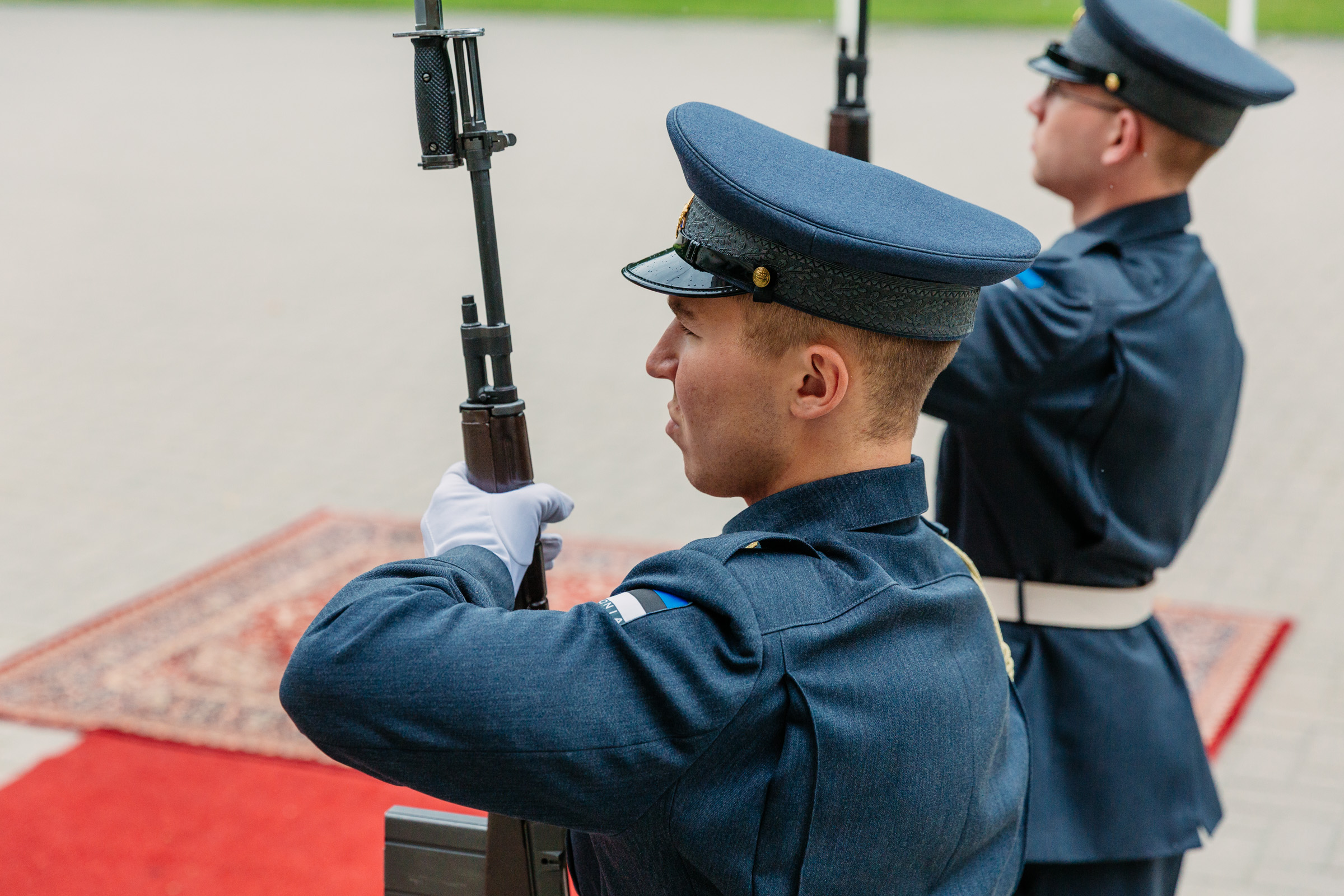
Un soldat du Bataillon de la Garde de la Police Militaire estonien présentant les armes

Les Forces de défense se composent d'unités militaires régulières totalisant 6 500 militaires et conscrits. En 2013, 11,4 % des militaires actifs étaient des femmes. La taille prévue de la structure opérationnelle (après mobilisation en temps de guerre) à partir de 2017 est de 21 000 personnes, nombre qui devrait être portée à plus de 24 400 d'ici 2026. L'armée estonienne est structurée selon le principe d'une force de réserve, ce qui signifie que l'essentiel des forces de défense de l'État sont des unités de la réserve.
En temps de paix, les réservistes reçoivent une formation périodique et l’État achète du matériel et des armes. En temps de guerre, les réservistes sont mobilisés en unités militaires. Les unités de réserve sont constituées selon le principe territorial.

### Conscription

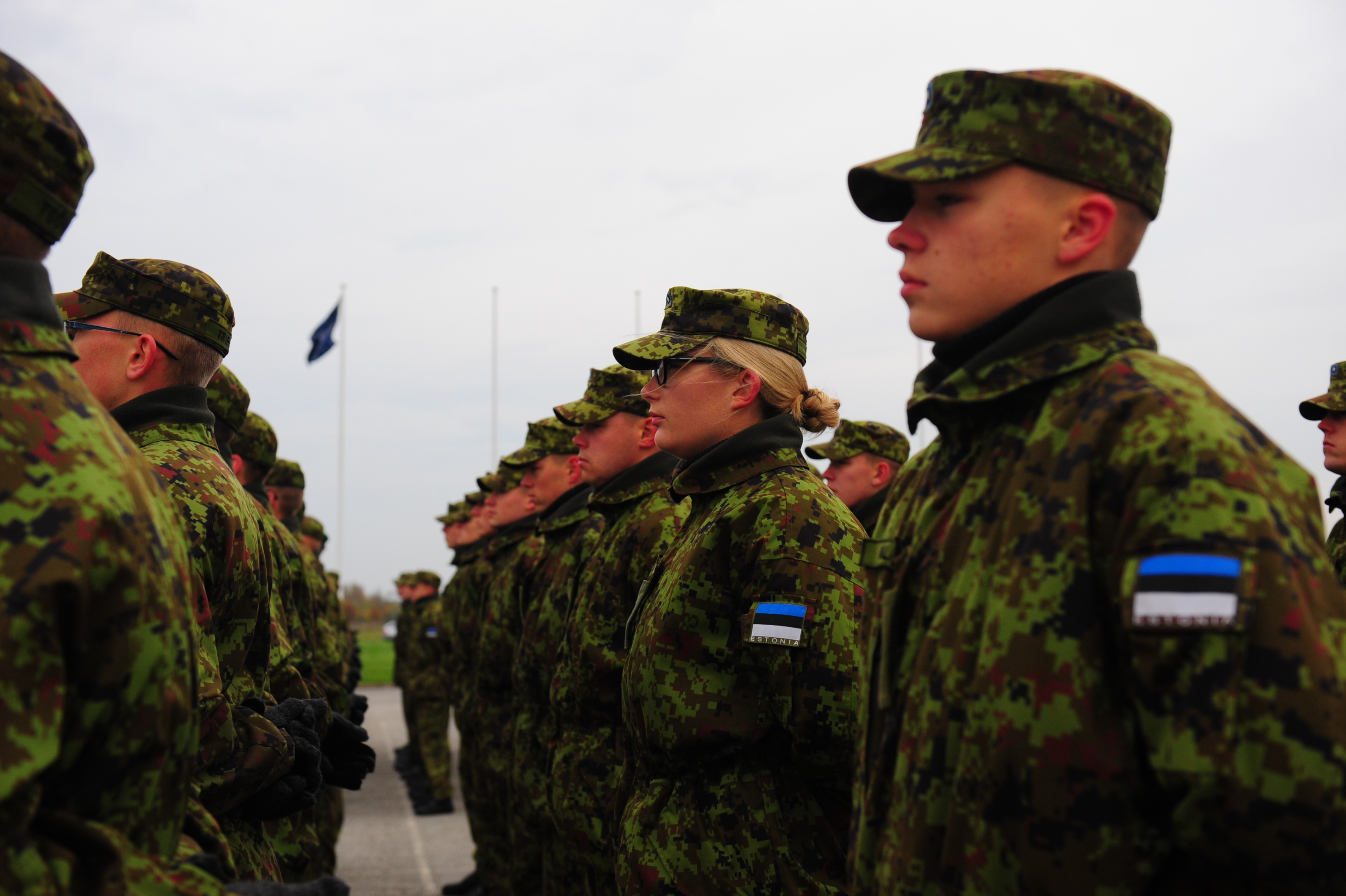
Conscrits estoniens en formation

L'Estonie institué le service militaire obligatoire à la fin de 1991. Environ 3 200 conscrits, dont un petit nombre de femmes, entrent chaque année dans des unités militaires des forces de défense estoniennes. Il n'y a cependant pas de conscrits dans l'armée de l'air estonienne. Le service dure 11 mois pour ceux formés comme sous-officiers, chauffeurs, policiers militaires et spécialistes. Les autres soldats servent 8 mois. Les conscrits servent dans l'infanterie, l'artillerie, la défense anti-aérienne, le génie, les communications, la marine, les unités de soutien et les sous-unités de lutte antichar, de reconnaissance, et de mortier.
Selon le Plan de développement de la Défense nationale, le nombre annuel de conscrits devrait atteindre 4000 d'ici 2022 après une révision des exigences médicales et physiques. L'augmentation du nombre de soldats exige davantage de casernes, d'armes et d'autres infrastructures.

### Formation

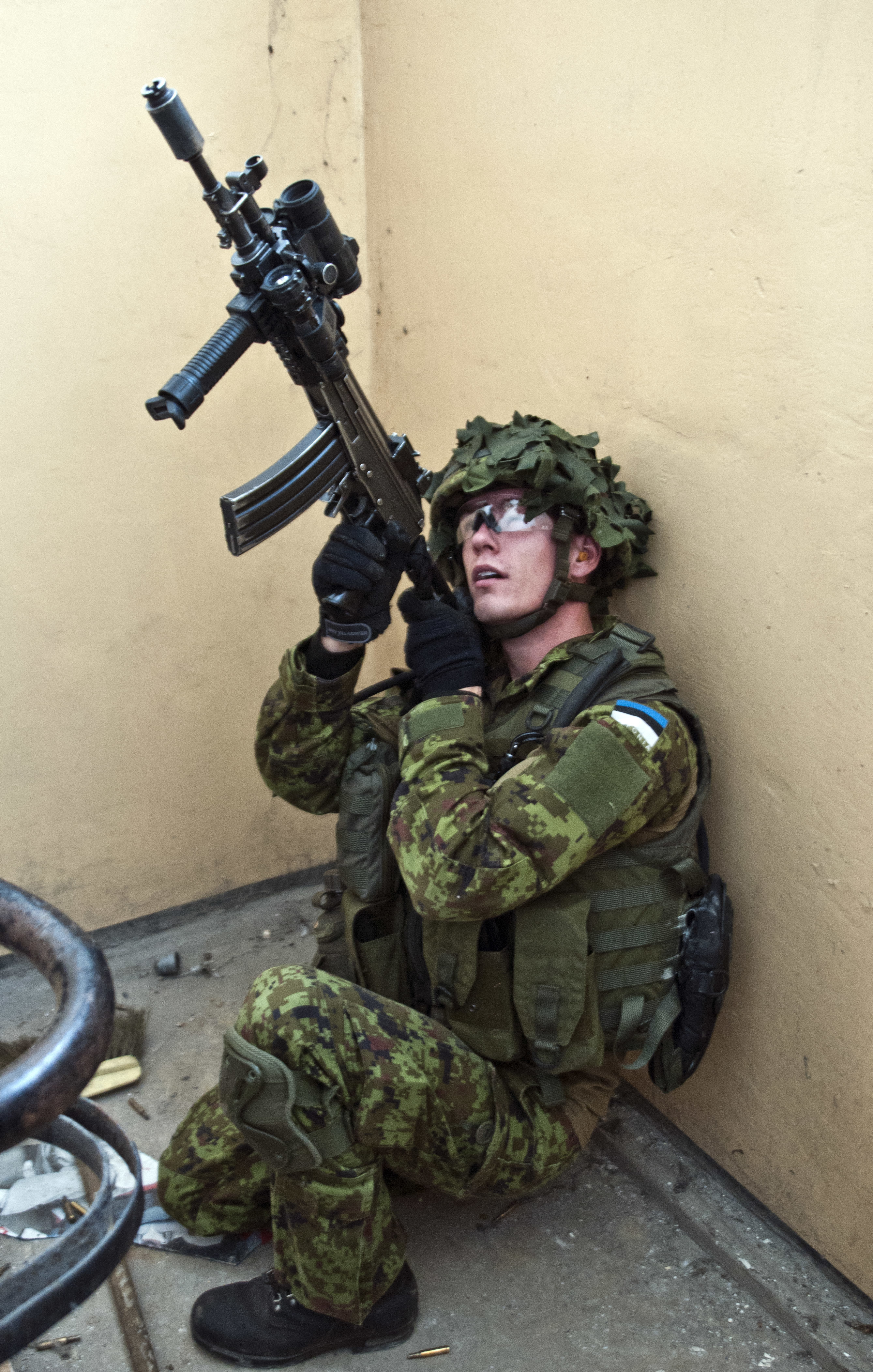
Soldat du bataillon de reconnaissance estonien en exercice en 2014 armé d'un fusil d'assaut IMI Galil

La plupart des cadres de la nouvelle armée estonienne ayant été formé à la soviétique, ceux-ci doivent s'adapter, aujourd'hui, aux tactiques et modes de fonctionnement des armées occidentales, suivant entre autres des cours accélérés d'anglais afin de pouvoir intégrer le nouveau Baltic Peace-Keeping Batallion (BALBAT) mis à la disposition de l'ONU.
Le général Alexander Einselm, chef d'état-major de l'armée estonienne de 1993 à 1995, est un ancien béret vert de l'US Army, au sein duquel il a servi durant la guerre du Viêt Nam et le commandant en chef du 5 décembre 2006 à 2011, Ants Laaneots a participé à la guerre civile éthiopienne en tant que conseiller militaire de l'armée rouge.

## Perspectives d'évolution
Le plan de défense 2009-2018 du ministère de la défense estonien prévoit que le budget de la défense estonien doit atteindre 2 % du PIB dans les années à venir (2,19 % en 2017) tandis que les effectifs de l'armée doivent croître de 125 personnes par an jusqu'en 2018. Dans le même temps, les effectifs de la ligue de défense doivent aussi augmenter et ce corps devrait être doté d'une unité de réaction rapide. Enfin, ce programme prévoit entre autres une coopération accrue de l'armée estonienne avec les autres armées occidentales et notamment avec ses partenaires baltes. Ainsi, en 2018, l'armée estonienne devrait compter 4 000 personnes et 21 000 réservistes.
Les dépenses militaires ont augmenté depuis l'invasion de l'Ukraine par la Russie en 2022, et représentaient 3,4 % du PIB de l'État en 2024.
Au niveau équipement, l'armée estonienne a reçu entre autres 81 véhicules de transport de troupes Patria Pasi ex-néerlandais d’occasion depuis 2004. Le bataillon de reconnaissance de la 1re brigade d'infanterie reçoit 44 véhicule de combat d'infanterie CV9035NL ex-néerlandais livrés à partir d'octobre 2016 ainsi que 37 coques de CV90 qui doivent être réassemblés et transformés en véhicules de soutien technique et logistique et 6 engins de dépannage Leopard I ex-norvégiens livré à partir de 2017,.
Elle dispose de missiles antichars israéliens MAPATS et a commandé 80 postes de tir FGM-148 Javelin en cours de livraison depuis septembre 2015 pour remplacer les missiles antichars Milan.
Elle perçoit depuis décembre 2015 des missiles sol-air portables Mistral M3.
Le 19 janvier 2024, les ministères de la défense estonien, letton et lituanien annoncent un plan de construction d'installations défensives anti-mobilité le long des frontières des trois pays avec la Russie et le Belarus. Pour l'Estonie, on prévoit à partir de 2025 environ 600 bunkers sur son territoire, pour un budget de 60 M€. Chaque bunker pourrait accueillir une dizaine de soldats, sur une surface de 35m² environ.

## Engagements internationaux

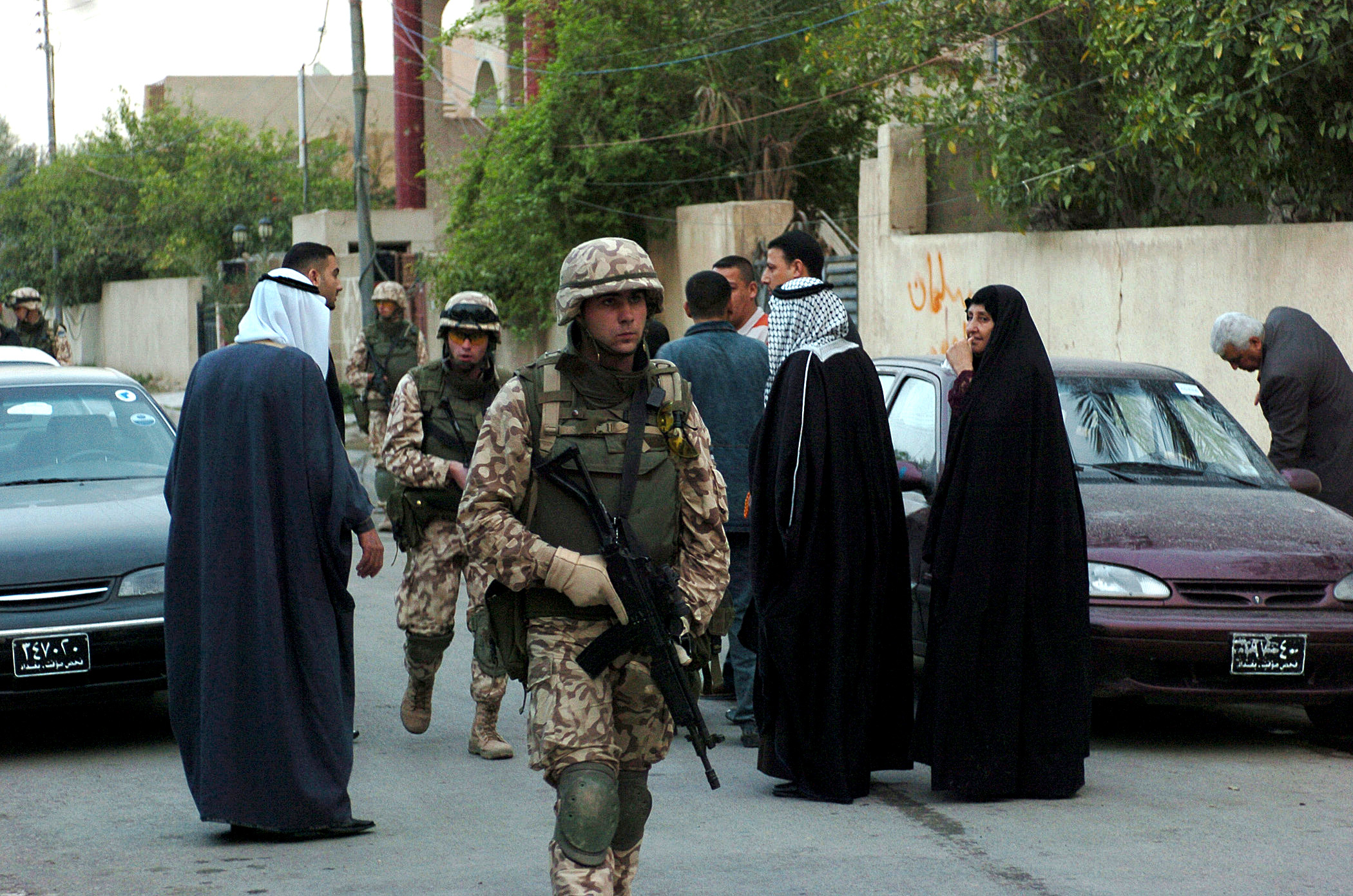
Militaires estoniens en Irak, 2005

L'armée estonienne est actuellement déployée au sein de quelques missions de maintien de la paix, principalement en Afghanistan. Voici la revue des effectifs déployés à la date du 7 septembre 2011 :
- Afghanistan : 42 militaires au sein de l'opération otanienne Soutient Déterminé ;
- Kosovo : 2 militaires au sein de la KFOR ;
- Israël/Palestine : 3 observateurs militaires au sein de l'ONUST ;
- Géorgie : 2 observateurs militaires au sein de la mission européenne en Géorgie ;
- Irak : 7 officiers d'état-major sont encore présents pour participer à l'a mission internationale de formation de l'armée irakienne ;
- Liban : 38 militaires au sein de la Finul ;
- Libye : 1 militaire au sein de l'opération européenne Sophia ;
- Mali : 95 militaires au sein de l'opération Barkhane, 4 au sein de la mission de formation de l'UE au Mali et 3 au sein de la Minusma ;
- Mer du Nord : 1 vaisseau chasseur de mine au sein de l'opération otanienne SNMCMG1.